# Вбивця ворон
«Вбивця ворон» — кримінальний трилер про колишнього адвоката, який присвоїв авторство книги про серію вбивств, яку він не писав і тим самим став головних підозрюваним у описаних у ній справах.

## Сюжет
У адвоката Лоусена Рассела забирають ліцензію за порушення професійної етики. Згодом в його руки потрапляє рукопис книги, в якій розповідається про серію вбивств. Її автор помирає і Рассел вирішує видати книгу під своїм ім'ям. Вона стає популярною та виявляється, що описані злочини були реальними. Лоусеном зацікавились правоохоронні органи, які тривалий час розслідують таємничі вбивства. Тепер колишній адвокат має самостійно знайти того, хто його підставив.

## У ролях
| Актор              | Роль             |
| ------------------ | ---------------- |
| Куба Гудінг мол.   | Лоусен Рассел    |
| Том Беренджер      | Кліффорд Дубоус  |
| Меріанн Жан-Батист | Елізабет Поуп    |
| Ерік Штольц        | Турман Паркс ІІІ |
| Марк Пеллегріно    | Артур Корвус     |
| Ешлі Лоуренс       | Жанін ДеВрі      |
| Кармен Агензіано   | Валлі Беннінг    |
| Логлін Манро       | Норвуд           |

## Створення

### Виробництво
Зйомки фільму проходили в Новому Орлеані (Луїзіанна), Кі-Весті (Флорида) та Лос-Анджелесі (Каліфорнія).

### Знімальна група
- Кінорежисер — Роуді Геррінгтон
- Сценарист — Роуді Геррінгтон
- Кінопродюсери — Ашок Амритрадж, Куба Гудінг мол., Елі Самага
- Композитор — Стів Поркаро
- Кінооператор — Роберт Праймс
- Кіномонтаж — Геррі Б. Міллер ІІІ
- Художник-постановник — Джо-Енн Чорні
- Артдиректори — Монро Келлі, Космос А. Деметріу
- Художник-декоратор — Сюзан Бенджамін
- Художник по костюмах — Моллі Магініс[2].

## Сприйняття
Фільм отримав змішані відгуки. На сайті Rotten Tomatoes оцінка стрічки становить 58 % від глядачів із середньою оцінкою 3,3/5 (6 000 голосів). Фільму зарахований «розсипаний попкорн» від глядачів, Internet Movie Database — 6,4/10 (6 627 голосів).